# 假矮薹草
假矮薹草（学名：Carex pseudohumilis）为莎草科薹草属的植物，为中国的特有植物。分布在中国大陆的云南省等地，生长于海拔3,000米的地区，见于山谷草地，目前尚未由人工引种栽培。